# 오늘이 밝았습니다
오늘이 밝았습니다는 MBC 표준FM(수도권 FM 95.9㎒, AM 900㎑)에서 1992년부터 1997년 3월 1일까지 매주 월요일 ~ 토요일 오전 5시 5분 ~ 5시 30분까지 방송한 라디오 프로그램이다.

## 진행자
- 김범도 아나운서